# Rhabdomastix (Rhabdomastix) intermedia
Rhabdomastix (Rhabdomastix) intermedia is een tweevleugelige uit de familie steltmuggen (Limoniidae). De soort komt voor in het Neotropisch gebied.